# Matthew Galea Soler
Matthew Galea Soler (* 17. April 2006) ist ein maltesischer Leichtathlet, der sich auf den Sprint spezialisiert hat und aktuell Inhaber des Landesrekordes im 400-Meter-Lauf ist.

## Sportliche Laufbahn
Erste Erfahrungen bei internationalen Meisterschaften sammelte Matthew Galea Soler im Jahr 2022, als er bei den U18-Europameisterschaften in Jerusalem in 49,39 s den achten Platz im 400-Meter-Lauf belegte. Anschließend gewann er beim Europäischen Olympischen Jugendfestival (EYOF) in Banská Bystrica in 48,84 s die Bronzemedaille über 400 Meter und schied im 200-Meter-Lauf mit 22,59 s in der ersten Runde aus. Im Jahr darauf belegte er bei den Spielen der kleinen Staaten von Europa in Marsa in 48,31 s den fünften Platz über 400 Meter und wurde mit der maltesischen 4-mal-400-Meter-Staffel in 3:24,67 min Sechster. Anschließend schied er beim EYOF in Maribor jeweils im Vorlauf über 200 und 400 Meter aus. 2024 schied er bei den U20-Weltmeisterschaften in Lima mit 48,40 s in der ersten Runde über 400 Meter aus und im Jahr darauf gewann er bei den GSSE in Andorra la Vella in 47,02 s die Silbermedaille hinter Téo Andant aus Monaco. Zudem siegte er dort in 3:13,71 min in der 4-mal-400-Meter-Staffel und sicherte sich mit der 4-mal-100-Meter-Staffel in 41,13 s die Silbermedaille hinter dem Team aus San Marino. Anschließend wurde er bei der 3. Liga der Team-Europameisterschaft in Maribor in 46,90 s Zweiter über 400 Meter hinter dem Albaner Franko Burraj und wurde über 200 Meter in 21,40 s Dritter im A-Lauf. Zudem wurde er mit der Mixed-Staffel über 4-mal 400 Meter in 3:26,79 min Dritter hinter den Teams aus Luxemburg und Island. Daraufhin schied er bei den World University Games in Bochum mit 46,63 s im Halbfinale über 400 Meter aus, ehe er bei den U20-Europameisterschaften in Tampere in 46,91 s den fünften Platz belegte. 
In den Jahren 2024 und 2025 wurde Galea Soler maltesischer Meister im 400-Meter-Lauf sowie 2025 auch über 200 Meter.

## Persönliche Bestleistungen
- 200 Meter: 21,40 s (+0,1 m/s), 25. Juni 2025 in Maribor
- 400 Meter: 46,63 s, 22. Juli 2025 in Bochum (maltesischer Rekord)